# Van Halen II
Van Halen II är hårdrocksbandet Van Halens andra album, inspelat 1978 och släppt i mars 1979. "Dance the Night Away" blev den populäraste låten från albumet, som sålde i över 8 miljoner exemplar redan första året.
Låten "Spanish Fly" spelas med en akustisk gitarr av Eddie Van Halen.

## Låtlista
Samtliga låtar skrivna av Michael Anthony, David Lee Roth, Alex Van Halen och Eddie Van Halen, om annat inte anges.
1. "You're No Good" (Clint Ballard Jr.) - 3:12
2. "Dance the Night Away" - 3:04
3. "Somebody Get Me a Doctor" - 2:51
4. "Bottoms Up!" - 3:04
5. "Outta Love Again" - 2:49
6. "Light up the Sky" - 3:09
7. "Spanish Fly" - 0:58
8. "D.O.A." - 4:07
9. "Women in Love" - 4:05
10. "Beautiful Girls" - 3:55